# Tim Smith
Tim Smith, gespeeld door acteur Brett Claywell, is een personage uit de televisieserie One Tree Hill.

## Seizoen 1
Tim wordt beschreven als een meeloper die in het eerste seizoen de beste vriend is van Nathan Scott. Hij helpt hem met het treiteren van mensen, waaronder Lucas Scott. Samen komen ze terecht in veel problemen, waar Tim meestal de schuld voor neemt. Hij is geobsedeerd door seks en wil altijd feesten. Hij wordt gehaat om zijn pornografische fantasieën en raakt meer vervreemd van Nathan tijdens het eerste seizoen, vanwege zijn gedrag.

## Seizoen 2
Vanaf het tweede seizoen is Tims rol kleiner geworden. Hij wil nog altijd graag feesten en confronteert Nathan met het feit dat ze vervreemd zijn geraakt van elkaar. Nathan verzekert Tim dat hij nog altijd een goede vriend is van hem. Echter, er is desondanks sindsdien niks gebeurt tussen de twee.

## Seizoen 3
Tim speelt nog altijd in het basketbalteam, maar lijkt geen verhaallijn meer te hebben. Wanneer de tijdcapsule openbaar wordt gemaakt, liegt Tim hierin dat elke vrouw op school naar hem begeerde.

## Seizoen 4
Wanneer Dan Scott praat met Tim's moeder Sherri, onthult Sherri dat Tim naar een school is gegaan voor minder intelligente leerlingen.

## Seizoen 5
Wanneer Peyton, Lindsey, Haley, Brooke en Mia opgesloten zitten in de bibliotheek van de school is Tim degene die hun bevrijdt. Hij werkt als pizzabezorger en hij heeft een kindje met Bevin.